# Hiroshi Yamamoto (tir à l'arc)
Pour les articles homonymes, voir Hiroshi Yamamoto.
Hiroshi Yamamoto (山本 博, Yamamoto Hiroshi), né le 31 octobre 1962 à Yokohama, est un archer japonais.

## Carrière
Il participe aux Jeux olympiques d'Athènes en 2004. En catégorie individuelle, il remporte ses trois premiers matches d'éliminations, se qualifiant ainsi pour les quarts de finale. Il y rencontre un Sud-Coréen, Im Dong-Hyun, qu'il bat sur le score de 111-110. En demi-finales, il bat l'Australien Tim Cuddihy, futur 3e du concours, 115-115, 10-9 au tie-break. Il perd en finale contre l'Italien Marco Galiazzo. Il gagne donc la médaille d'argent.
En compétition par équipe, il termine 8e avec l'équipe du Japon.